# Španski trg, Rim
Španski trg (italijansko Piazza di Spagna), ob dnu Španskih stopnic, je eden najbolj znanih trgov v Rimu (Italija). Svoje ime dolguje Palazzo di Spagna, sedežu španskega veleposlaništva pri Svetemu sedežu. Tam je tudi znameniti  steber Brezmadežnega spočetja Blažene Device Marije.

## Trg
Sredi trga je znamenita Fontana della Barcaccia (Vodnjak dolgega čolna), ki sega v začetek baročnega obdobja, in sta jo oblikovala Pietro Bernini in njegov sin, bolj znani Gian Lorenzo Bernini.
V desnem vogalu Španskih stopnic se dviga hiša angleškega pesnika Johna Keatsa, ki je tam živel do svoje smrti leta 1821: sedaj je spremenjena v muzej, posvečen njemu in njegovemu prijatelju Percyju Bysshe Shelleyju, v katerem so razstavljene knjige in spominki na angleški romantizem. V levem kotu je Babingtonova čajnica, ustanovljena leta 1893.
Ob strani v bližini Via Frattina sta dve fasadi (glavna, ki jo je zasnoval Gian Lorenzo Bernini, in stranska, ki jo je ustvaril Francesco Borromini) Palazzo di Propaganda Fide, last Svetega sedeža. Pred njo, pravzaprav na delu Španskega trga po imenu Piazza Mignanelli, se dviga steber Brezmadežnega spočetja, postavljen leta 1856, dve leti po razglasitvi dogme.

## Španske stopnice
Impozantno stopnišče s 135 stopnicami je ob jubileju leta 1725 odprl papež Benedikt XIII.; nastale so zahvaljujoč sredstvom iz zapuščine francoskega diplomata Étiennea Gueffierja  1721–1725, da bi povezale špansko veleposlaništvo Bourbonov (po katerem ima trg ime) s cerkvijo Trinità dei Monti.
Zasnovala sta ga Alessandro Specchi in Francesco De Sanctis po generacijah dolgih in vročih razpravah o tem, kako urbanizirati strmo pobočje na strani Pincijanskega griča in ga povezati s cerkvijo. Zadnja ideja je bila tista, ki jo je predlagal Francesco De Sanctis: odlično stopnišče, okrašeno s številnimi vrtnimi terasami, ki so spomladi in poleti čudovito okrašene s cvetjem. Razkošno, aristokratsko stopnišče na vrhu ravnega niza ulic, ki vodijo do Tibere, je bilo oblikovano tako, da se scenski učinki med približevanjem vse bolj povečujejo. Dejansko je bilo ustvarjanje dolgih, globokih perspektiv, ki so dosegle vrhunec v monumentalnih krilih ali kulisah, značilno za veliko baročno arhitekturo. Španske stopnice so bile obnovljene leta 1995.

## Spomeniki in znamenitosti

### Palače
- Palazzo di Propaganda Fide
- Palazzo di Spagna, sedež španskega veleposlaništva pri Svetem sedežu

### Spomeniki in muzeji
- Trinità dei Monti
- Spominska hiša Keats-Shelley
- Hiša Giorgia De Chirica
- Steber Brezmadežnega spočetja
- Vodnjak Babuino
- Španske stopnice
- Fontana della Barcaccia

## Drugo
- Babingtonska čajnica
- Spagna (Rimska podzemna železnica)
- Collegio San Giuseppe - Istituto De Merode